# Jason Simontacchi
Jason William Simontacchi (Mountain View, 13 novembre 1973) è un ex giocatore di baseball statunitense naturalizzato italiano.
Dopo qualche anno nelle minors americane, nel 2000 gioca in Italia con la maglia del Rimini Baseball, con cui vince il campionato con un record di 12 partite vinte e una persa e collezionando 121 strikeout. Sempre nel 2000 partecipa ai Giochi della XXVII Olimpiade con la nazionale italiana di baseball, grazie alla nazionalità acquisita per lo ius sanguinis.
Dopo l'avventura alle Olimpiadi e un anno di Triplo-A, viene firmato dalla dirigenza dei St. Louis Cardinals e debutta in Major League il 4 maggio 2002. Rimane nel roster fino al 2004, quando viene rilasciato anche a causa di un problema al cercine glenoideo che lo costringe a saltare l'intera annata 2005.
Nel 2007 torna in MLB con la maglia dei Washington Nationals.